# 西ノ海嘉治郎 (初代)
西ノ海 嘉治郎（にしのうみ かじろう、1855年2月19日（安政2年1月3日） - 1908年（明治41年）11月30日）は、薩摩国高城郡（現：鹿児島県薩摩川内市）出身で高砂部屋（入門時は京都相撲の鯨波部屋）に所属した大相撲力士。第16代横綱。本名は小園 嘉次郎（おぞの かじろう）。

## 来歴
1855年に薩摩国高城郡高城郷麓村（現在の鹿児島県薩摩川内市高城町）で農業を営む家に長男として生まれる。子供の時から土地相撲で活躍。
京都に上り、京都相撲の鯨波部屋に入門、1873年8月だった。 西ノ海嘉治郎を名乗り、1874年7月(興行は延期し9月、三都合併相撲)西三段目に出る。1876年入幕、小結まで昇進した。
1881年に高砂改正組の巡業に参加した後に東京の高砂部屋へ入門、1882年1月場所に「西の海」として幕内付出で初土俵を踏む。大坂相撲の大関であった初代梅ヶ谷が本中から取らされたことを考えると異例の厚遇であった。同年6月場所から西ノ海嘉治郎（初代）を名乗り、1885年1月に大関へ昇進する。2場所務めた後に一度小結まで陥落するが、負け越しによる陥落ではないため、全くの興行上の都合だった。
1890年1月に大関へ復帰し、その場所後に吉田司家から横綱免許を授与される。大関復帰からたった1場所でしかも抜群と言える成績ではなかったため、この横綱免許授与は物議を醸した。新横綱の場所となった1890年5月場所は前場所成績では張出大関並みだったものの、横綱免許を受けた西ノ海自身が張出となることに対して不満を表明したため、番付に相撲史上初めて「横綱」と明記された。それまでの横綱は地位ではなく名誉称号であり、このときも便宜的措置であって正式に地位となったわけではない。だが、続く小錦八十吉 (横綱)以後の横綱も、免許後は番付に「横綱」として記載される習慣が続いたことで、明治42年2月の協会規約改正のとき、横綱が正式に地位とされることになった。
1896年1月場所を最後に現役引退し、年寄・8代井筒を襲名した。襲名後は独立して井筒部屋を創立し、西ノ海嘉治郎（2代）・駒ヶ嶽國力・大江山松太郎・逆鉾与治郎を育成した。鹿児島出身だったことから、同県出身の若者の多くがその後も井筒部屋の門を叩いている。11代井筒に「薩摩部屋」と呼ばれるようになっていた井筒部屋であったが、8代井筒の代からその傾向は既にあった。1908年11月30日に心臓病の悪化で死去、53歳没。

## 人物
堅太りで筋骨隆々・豪放磊落な性格で知られ、強豪との取組を前にしても支度部屋で高いびきをかいて寝ていたとされる。同部屋の大達羽左エ門、一ノ矢藤太郎と共に「高砂三羽烏」と謳われ、泉川を得意とした。力任せの相撲であったため、機敏な力士にはよく取りこぼした。
当時は維新後の薩州の勢力が非常に強く、横綱免許に影響したともいわれ「藩閥横綱」とも言われた。 

## 主な成績
- 幕内通算成績：29場所127勝37敗25分4預97休　勝率.774
- 横綱通算成績：12場所44勝13敗60休1分2預
- 優勝相当成績：2回

### 場所別成績
東京相撲の本場所のみを示す。
| 1882年 （明治15年） | 東前頭9枚目 5–1–3 1分 | 東前頭9枚目 4–3–2 1分 |
| 1883年 （明治16年） | 西前頭5枚目 5–2–1 2分 | 西小結 3–1–5 1分      |
| 1884年 （明治17年） | 西関脇 5–1–1 3分      | 西関脇 5–2–1 1分1預   |
| 1885年 （明治18年） | 西大関 3–0–2 5分      | 西大関 6–1–1 2分      |
| 1886年 （明治19年） | 西関脇 4–2–1 2分1預   | 西関脇 5–3–1 1分      |
| 1887年 （明治20年） | 西関脇 4–1–4 1分      | 西小結 1–0–9          |
| 1888年 （明治21年） | 西小結 5–2–2 1分      | 西小結 6–2–1 1分      |
| 1889年 （明治22年） | 西関脇 6–1–1 2分      | 西関脇 9–0–1          |
| 1890年 （明治23年） | 西大関 7–2–1          | 東横綱 3–1–4 1分      |
| 1891年 （明治24年） | 東横綱 7–2–1          | 東横綱 3–1–6          |
| 1892年 （明治25年） | 東横綱 1–1–8          | 東横綱 6–1–2 1預      |
| 1893年 （明治26年） | 東横綱 6–3–1          | 東横綱 5–3–2          |
| 1894年 （明治27年） | 東横綱 7–0–3          | 東横綱 0–0–10         |
| 1895年 （明治28年） | 東横綱 4–0–6          | 東横綱 2–1–6 1預      |
| 1896年 （明治29年） | 東横綱 引退 0–0–10    | x                     |
| 各欄の数字は、「勝ち-負け-休場」を示す。 優勝 引退 休場 十両 幕下 三賞：敢=敢闘賞、殊=殊勲賞、技=技能賞 その他：★=金星 番付階級：幕内 - 十両 - 幕下 - 三段目 - 序二段 - 序ノ口 幕内序列：横綱 - 大関 - 関脇 - 小結 - 前頭（「#数字」は各位内の序列） |                       |                       |